# Escudo de la República Socialista Soviética de Bielorrusia
El emblema estatal de la República Socialista Soviética de Bielorrusia fue usado como el escudo de armas de la RSS de Bielorrusia hasta la disolución de la Unión Soviética en 1991. Está basado en el emblema nacional de la URSS.

## Descripción
El emblema está compuesto por un mapa de Eurasia que abajo tiene las iniciales "БССР" en bielorruso y, detrás de este, un sol naciente, que representa el futuro del pueblo bielorruso, abrazados por dos haces de trigo, lino (en el haz derecho) y trébol (en el haz izquierdo) (los cuales representan la agricultura) rodeados por una cinta roja que lleva el lema de la Unión Soviética, «¡Proletarios de todos los países, uníos!», escrito en ruso (Пролетарии всех стран, соединяйтесь!; romanizado: Stran Proletarii vsekh, soyedinyaytes!), y en bielorruso (Пралетарыі ўсіх краін, яднайцеся!; romanizado: Pralietaryi Usich Krain jadnajciesia!). La hoz y el martillo (símbolos soviéticos) se encuentran encima del mapa, mientras que la estrella roja con borde dorado (simbolizando el "socialismo en los cinco continentes") se encuentra en la parte superior del emblema.

## Historia
La RSS de Bielorrusia tenía un escudo de armas desde 1926, sin embargo, el último emblema que se utilizó fue adoptado en la década de 1950. La primera versión también tenía el texto en yiddish y polaco. Aparte de eso, el último emblema y el primer emblema sólo difieren en pequeños detalles. El escudo de la década de 1950 fue diseñado por I.I. Dubasov, Artista del Pueblo de la URSS.
Después de la independencia, Bielorrusia aprobó el Pahonia como el escudo nacional. Esto cambió bajo la presidencia de Alexander Lukashenko, después de un controvertido referéndum en 1995 que reintrodujo el diseño soviético básico con el mapa del país reemplazando a la hoz y el martillo.

## Versiones anteriores

Emblema de la República Socialista Soviética de Bielorrusia (1919-1927)
Emblema de la República Socialista Soviética de Bielorrusia (1927-1937)
Emblema de la República Socialista Soviética de Bielorrusia (1937-1938)
Emblema de la República Socialista Soviética de Bielorrusia (1938-1949)
Emblema de la República Socialista Soviética de Bielorrusia (1949-1958)
Emblema de la República Socialista Soviética de Bielorrusia (1958-1981)
Emblema de la República Socialista Soviética de Bielorrusia (1981-1991)